# Leeroy Jenkins
Pour le violoniste et compositeur américain, voir Leroy Jenkins
Pour les articles homonymes, voir Jenkins.

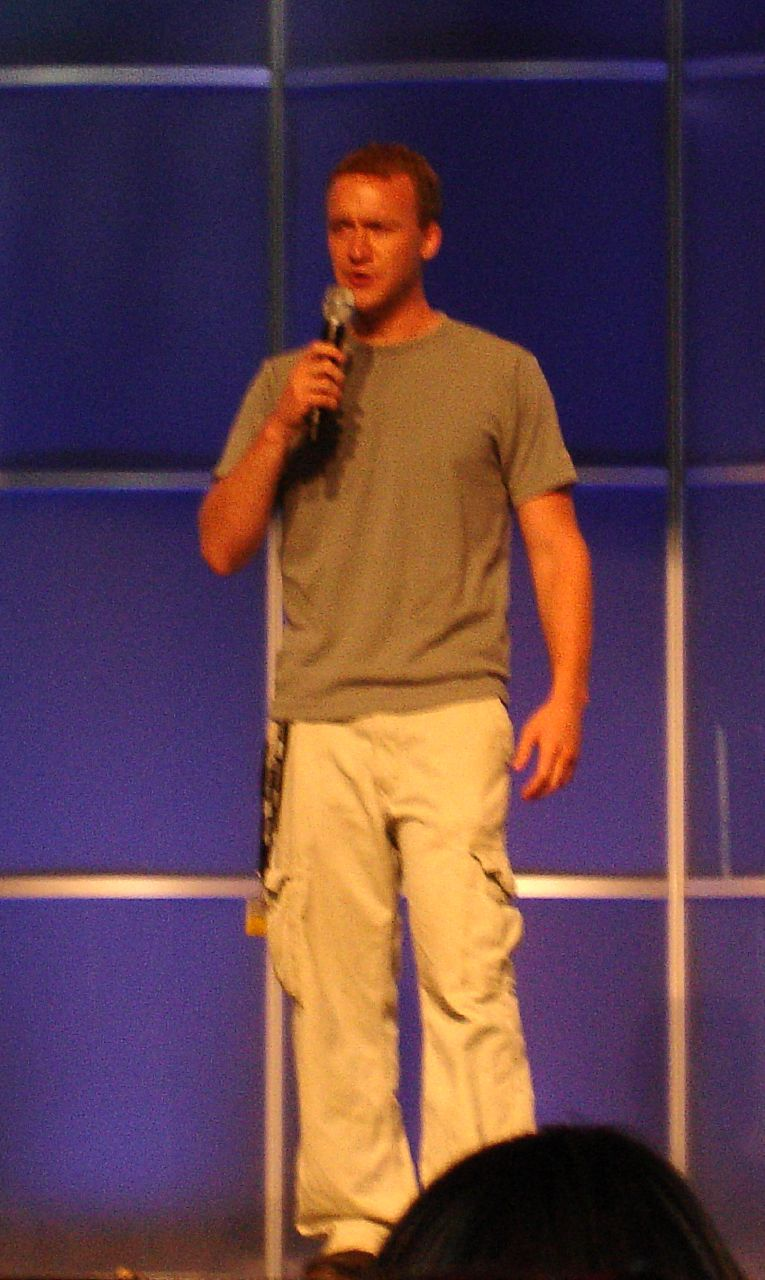
Ben Schultz, le créateur de Leeroy Jenkins, à la conférence BlizzCon 2007.

Leeroy Jenkins (parfois écrit Leroy Jenkins), le prénom étant souvent allongé avec beaucoup de lettres, est un mème internet tiré du nom d’un personnage du jeu en ligne massivement multijoueur World of Warcraft développé par la compagnie Blizzard Entertainment.
Créé par Ben Schultz, le personnage est devenu populaire à la suite de la diffusion sur Internet d’un extrait vidéo d’une partie de World of Warcraft dans laquelle Leeroy entraîne la perte de ses compagnons d'aventure.
En décembre 2017, une vidéo publiée sur YouTube montre une prise ratée de la vidéo originale, ce qui démontre que la vidéo était chorégraphiée dès le départ, comme l'ont avoué ses auteurs quelques jours après.

## Vidéo
La vidéo de la partie a été mise en ligne le 11 mai 2005 sur le site Warcraftmovies par la guilde « PALS FOR LIFE » (compagnons pour la vie) du jeu World of Warcraft. Elle montre un groupe de joueurs discutant en détail de la stratégie à adopter lors d’une bataille imminente face à de nombreux ennemis. À ce moment, Ben Schultz, l'un des joueurs de la guilde, n’est pas devant son ordinateur (l'histoire raconte qu'il était en train de cuisiner du poulet) et son personnage, Leeroy, est inactif.
Le plan est un échec total lorsque Schultz revient et, ignorant totalement la stratégie, lance par surprise son personnage Leeroy à la charge en criant son nom « Leeroooooooooy Jenkins ! ». Accourant à son aide, ses compagnons sont, tout comme lui, submergés par les monstres ennemis et tués dans la bataille.

## Meme internet
Le mème a débuté avec la mise en ligne de la vidéo sur le forum du jeu World of Warcraft dans un fil de discussion intitulé « UBRS (vid) ROOKERY OVERPOWERED! blue plz. ». La vidéo se voulait une réponse humoristique dans une discussion demandant que d’autres joueurs apportent des idées et stratégies pour cette bataille particulière. La vidéo est par la suite devenue virale.
Lorsqu’il fut interrogé par la radio américaine National Public Radio sur les gestes posés par son avatar dans la vidéo, Ben Schultz a dit : « nous étions en train de boire de la liqueur de malt et ne faisions que nous crier dessus »,.

## Haut fait
Leeroy Jenkins deviendra donc un « haut fait » de World of Warcraft, c'est-à-dire une récompense à obtenir en faisant diverses actions en jeu, nommé « Leeeeeeeeeeeeeroy ! ». Ce haut fait procure au joueur qui l'obtient le titre « Jenkins » à la suite de son pseudo. Pour l'obtenir, il faut que le joueur mette fin aux jours de 50 dragonnets de la colonie en 15 secondes maximum. C'est une référence due au fait qu'à l'époque de l'enregistrement de la vidéo, il fallait au contraire, ne pas réveiller les monstres (« dragonnets ») enfermés dans les œufs.
Lors de l'extension World of Warcraft: Warlords of Draenor, le personnage de Leeroy devient un sujet de fief pouvant être obtenu dans l'instance « Sommet du Pic Rochenoire » en mode héroïque.
Par la suite, le jeu de cartes à collectionner en ligne Hearthstone: Heroes of Warcraft, basé sur World of Warcraft et appartenant à Blizzard Entertainment, ajoute une carte légendaire Leeroy Jenkins, en hommage au personnage de Shultz,.

## Mise en scène
Un débat de fond a toujours existé sur le fait que la vidéo originale soit une mise en scène, réalisée dans le but de provoquer un buzz. Cette rumeur fut motivée par l'improbabilité de la scène montrée, qui se déroule entre des joueurs de World of Warcraft expérimentés, et par l'absence de la vidéo intégrale qui aurait démontré que ce moment fut bien extrait d'une session de jeu de la guilde. Quand on posa la question à Ben Schultz, celui-ci refusa d'affirmer ou d'infirmer cette théorie.
Cependant, la diffusion en décembre 2017 sur YouTube d'une vidéo montrant une prise ratée de la vidéo originale — où l'on peut voir et entendre les mêmes actions et dialogues pratiqués par ses protagonistes — semble confirmer le fait que la vidéo était bel et bien chorégraphiée, ou du moins qu'elle n'ait été la reconstitution d'un événement non enregistré,.
La vidéo, diffusée par Schulz en compagnie de Ben « Anfrony » Vinson, qui a enregistré la vidéo, a été commentée par Vinson : « Nous ne pensions pas que quiconque croirait que c'était réel, nous pensions que c'était tellement manifestement de la satire [...] Mais nous avions tort ».

## Dans la culture populaire

### Littérature
- Dans le roman Armada (2015) de Ernest Cline, le héros Zack Lightman est accusé par ses deux amis d'être un Leeroy Jenkins dans un jeu vidéo mettant en scène des combats aériens dans l'espace. Plus tard, il crie « Leeroy Jenkins » tout en se livrant à un assaut effréné[14].

### Cinéma
- Dans Astrópía (2007) de Gunnar B. Guðmundsson (is), à la fin du film les geeks font fi de toute stratégie et partent à l'assaut des prisonniers évadés en criant « Leeeroy Jenkins ! »
- Dans Les Mondes de Ralph (2012) de Rich Moore, on peut voir sur un des murs de la gare centrale le mot « Leerooooy » puis, plus loin dans le film, « Jenkins » quand Félix et le Sergent Calhoun se rendent à Sugar Rush.

### Télévision
- Dans la série Macgyver (Saison 4 episode 2)
- Dans la série South Park (saison 10, épisode 8, « Make Love, Not Warcraft »), le no-life tuant sans arrêt Stan, Kyle, Cartman et Kenny se nomme Jenkins.
- Dans la série How I Met Your Mother (saison 4, épisode 19), à la suite d'un pari avec Ted, Barney reprend la phrase de Leeroy Jenkins à son propre compte en lançant un « All right, time's up! Let's do this... Barneyyy Stinsooon! ».
- Dans la série Scrubs (saison 6, épisode 13), l'infirmière Laverne Roberts, censée voler un chien mort dans une voiture, dit « Let's do this, Laveeerne Robeeerts! » puis explose la vitre de la voiture avec son poing.
- Dans la série Inside Combat Rescue (en) de National Geographic, Leeeeeroy Jenkins est l'alarme pour le départ de la team de PJ chargée d'aller secourir les soldats blessés au combat en AFG.
- Dans la série The Cleveland Show (saison 4, épisode 20), on voit Rallo Tubbs crier « Leeroy Jenkins » avant de tuer un vaisseau ennemi.
- Dans la série Moonlight (saison 1, dernier épisode), un vampire nerd n'arrive pas à faire changer la couleur des feux de circulation pour arrêter une fourgonnette. Ses compagnons lui disent de se débrouiller ; il court alors se jeter devant le fourgon en hurlant « Leeroooy Jenkins ».
- Dans la série Workaholics (saison 1, épisode 3), Adam se jette sur des cambrioleurs présumés après avoir ingurgité une quantité astronomique de champignons hallucinogènes, en hurlant « Leeroy Jenkins ! » armé d'un extincteur, perturbant complètement le plan de ses amis. Ceux-ci répliquent juste après par : « God damnit Leeroy! ».
- Dans la série Community (saison 2, épisode 24), Jeff Winger effectue un décompte avant de lancer une charge contre les étudiants de City College pour récupérer une mitrailleuse paintball. Une joueuse du camp de Winger crie son nom, « Vickyyyy », tout en chargeant avant la fin du décompte.
- Dans la série Heroes Reborn (saison 1, épisode 2), Ren Shimosawa, en allant aider Miko Otomo au sein d'un jeu vidéo, s'écrie « Leroooy Jenkins ».
  - Dans l'épisode 6 de cette même série, Miko et Ren s'écrient tous deux « Leroooy Jenkins » avant de s'élancer au combat.
- Dans la série Flash (saison 2, épisode 20), Cisco Ramon crie « Leeeroy ! » au début de l'épisode avant d'arrêter des criminels en fuite avec l'hologramme du Flash.
- Dans la série Wynonna Earp (saison 3, épisode 9), Wynonna s'écrie « Leeroooy Jenkins » en remontant les escaliers après sa énième résurrection (à l'image du film Un jour sans fin dont l'épisode semble s'inspirer).
- Dans la série Breaking In (épisode 4, « White on White on White »).
- Dans la série Psych : Enquêteur malgré lui (saison 6, épisode 2, « Last Night Gus »), le tueur, démasqué par Shawn avec l'aide de l'informaticien-geek de la police de Santa Barbara, porte le nom de Leeroy Jenkins. La révélation du nom du tueur est faite en reprenant l'intonation originale, en insistant sur le « o » de Leeroy.
- Dans la série Z Nation (saison 5, épisode 11, « Hackerville »), un des drones des hackers est nommé « Leroy Jenkins » et ira s'écraser contre un mur juste après son apparition.
- Dans la série Family guy (saison 16, épisode 14), Cleveland crie « Leeroy Jenkins » en allant attaquer des terroristes sur un bateau.
  - Dans l'épisode 18 de la même saison, Joe se fait mettre dans le coin après une blague ratée sur Leeroy Jenkins, que Peter devrait utiliser pour sa nouvelle stratégie commerciale auprès des millenials.
- Dans la série Supergirl (saison 5, épisode 12, « Retour du futur, deuxième partie »), Brainiac-5 crie « Leeroooooy Jenkins » avant de s'élancer contre deux exosquelettes appartenant à Lex Luthor.
- Dans la série Robot Chicken (saison 10, épisode 8), un segment met en avant une opération chirurgicale complexe sur des frères siamois, les chirurgiens établissent la procédure à suivre, quand un médecin entre dans la pièce en hurlant « Leeroy Jenkins », fonçant sur les siamois pour les séparer à la machette.
- Dans la série Barry (saison 1, épisode 5), en plein raid dans une planque d'un cartel bolivien, alors que Barry explique à  son acolyte du jour, Taylor, la stratégie à adopter pour prendre la pièce suivante, ce dernier n'attend pas la fin de l'explication et hurle en rentrant dans la salle « Leeroy Jenkins », en mitraillant à tout va sous les feux de l'ennemi.

### Web-séries
- Dans la saga MP3 du Donjon de Naheulbeuk (épisode spécial au début de la saison 3), on peut entendre le barbare hurler « Leeroy ! » en partant à l'assaut, à la suite d'un briefing raté où il n'a rien écouté.
- Dans la série How It Should Have Ended (HISHE) qui parodie les films en leur donnant des fins alternatives, l'épisode « How Godzilla Should Have Ended » utilise le mème Leroy Jenkins dans la vidéo. Le robot Gipsy Danger du film Pacific Rim attaque Godzilla en hurlant « Let's Do this, GIPSYYYY DANGEEEEEER » ; le robot se fait ensuite détruire par l'ultralaser de Godzilla.
- Dans la web série parodique « Les chevaliers du Zodiaque : la série abrégée » (épisode 6), Seya charge Shaka, le chevalier de la Vierge, en criant « LEEROOOOOY JENKINS ».
- Dans la web série Epic NPC Man réalisée par Viva la Dirt League, un épisode s'intitule « Leeroy Jenkins » et reproduit la situation vécue dans la vidéo de World of Warcraft.

### Jeux vidéo
- Dans Duke Nukem Forever, l'un des militaires de la force EDF, appelé « Leroy Jenkins », accompagne brièvement Duke avant de se lancer en avant et de mourir aussitôt, l'acte étant salué d'un « Bordel, Leroy ! » de la part du Duke.
- Dans Mass Effect, le Caporal Jenkins est l'un des premiers soldats sous les ordres du Commandant Shepard à mourir, dès le début de la première mission, car il ne s'est pas mis à couvert.
- Dans Dark Souls, le paladin qui envahit le joueur dans le tombeau des géants s'appelle lui aussi Leeroy.
- Dans Borderlands 2, le défi « JEEEEENKINSSSSSS!!! » consiste à trouver et tuer un robot nommé Jimmy Jenkins, dont la photographie est affichée dans divers endroits habités du jeu.
- Dans Grand Theft Auto V, il est possible d'entendre certains adversaires hurler la phrase en chargeant le héros.
- Dans le jeu de rôle en ligne Guild Wars: Eye of the North, un personnage non joueur portant le nom de Kilroy Pierraille peut accompagner le joueur lorsque celui-ci explore une zone. Il part devant en hurlant « Kilrooooy Pierraaaaaille » à la manière de Leeroy Jenkins.
- Dans Game Dev Tycoon, Leeroy Jenkins apparait comme personnalité connue que l'on peut recruter dans son équipe.
- Dans Platformines[15], Leeroy Jenkins apparaît comme un succès Steam (« Leeeeroy Jeeeenkins ! Tuez 10 humains en une minute »).
- Dans Team Fortress 2, il est possible de voir le nom « Jenkins » sur certain bâtiment au-dessus de « Coal Co. » comme sur la map « cp_dustbowl » au premier spawn des rouges.
- Dans Clicker Heroes, Leeroy Jenkins apparaît comme un succès Steam lorsque l'on débloque un mercenaire du même nom.